# Xã Olson, Quận Towner, Bắc Dakota
Xã Olson (tiếng Anh: Olson Township) là một xã thuộc quận Towner, tiểu bang Bắc Dakota, Hoa Kỳ. Năm 2010, dân số của xã này là 19 người.